# Cyrtopogon pulcher
Cyrtopogon pulcher là một loài ruồi trong họ Asilidae. Cyrtopogon pulcher được Back miêu tả năm 1909. Loài này phân bố ở vùng Tân Bắc giới.